# Diócesis de Orvieto-Todi
La diócesis de Orvieto-Todi (en latín: Dioecesis Urbevetana-Tudertina y en italiano: diocesi di Orvieto-Todi) es una circunscripción eclesiástica de la Iglesia católica en Italia. Se trata de una diócesis latina, inmediatamente sujeta a la Santa Sede. Desde el 7 de marzo de 2020 su obispo es Gualtiero Sigismondi.

## Territorio y organización

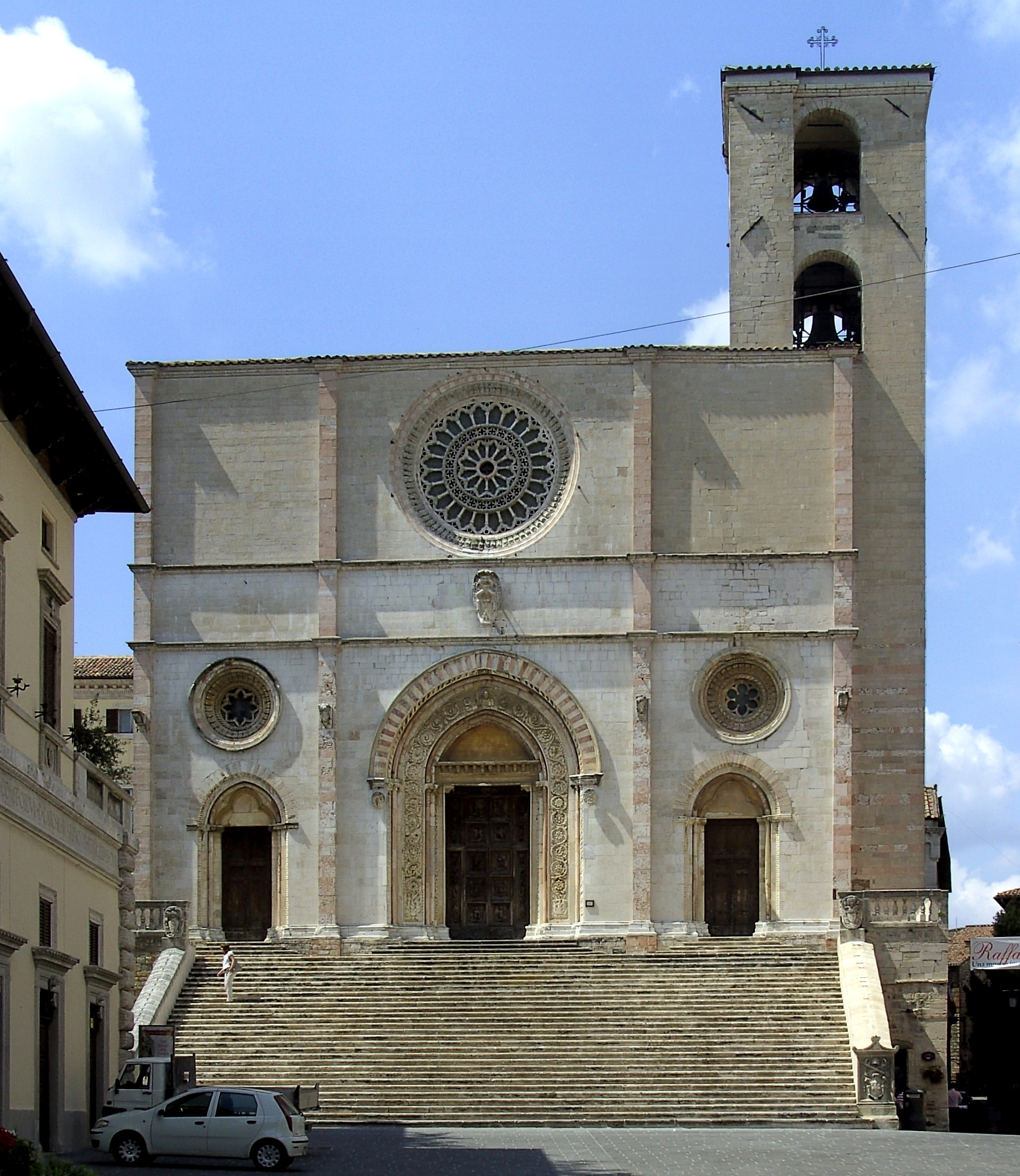
Concatedral de la Santísima Anunciación, en Todi

La diócesis tiene 1310 km² y extiende su jurisdicción sobre los fieles católicos de rito latino residentes en la comuna de Bolsena en la provincia de Viterbo de la región del Lacio y en 2 provincias de la región de Umbría:
- en provincia de Terni comprende las comunas de: Orvieto, Allerona, Avigliano Umbro, Baschi, Castel Giorgio, Castel Viscardo, Fabro, Ficulle, Montecastrilli, Montecchio, Montegabbione, Parrano, Porano y San Venanzo, y en parte de la comuna de Acquasparta;[nota 1]
- en provincia de Perugia comprende las comunas de: Todi, Collazzone, Fratta Todina, Massa Martana y Monte Castello di Vibio, y en parte de las comunas de Deruta,[nota 2] Gualdo Cattaneo[nota 3] y Marsciano.[nota 4]

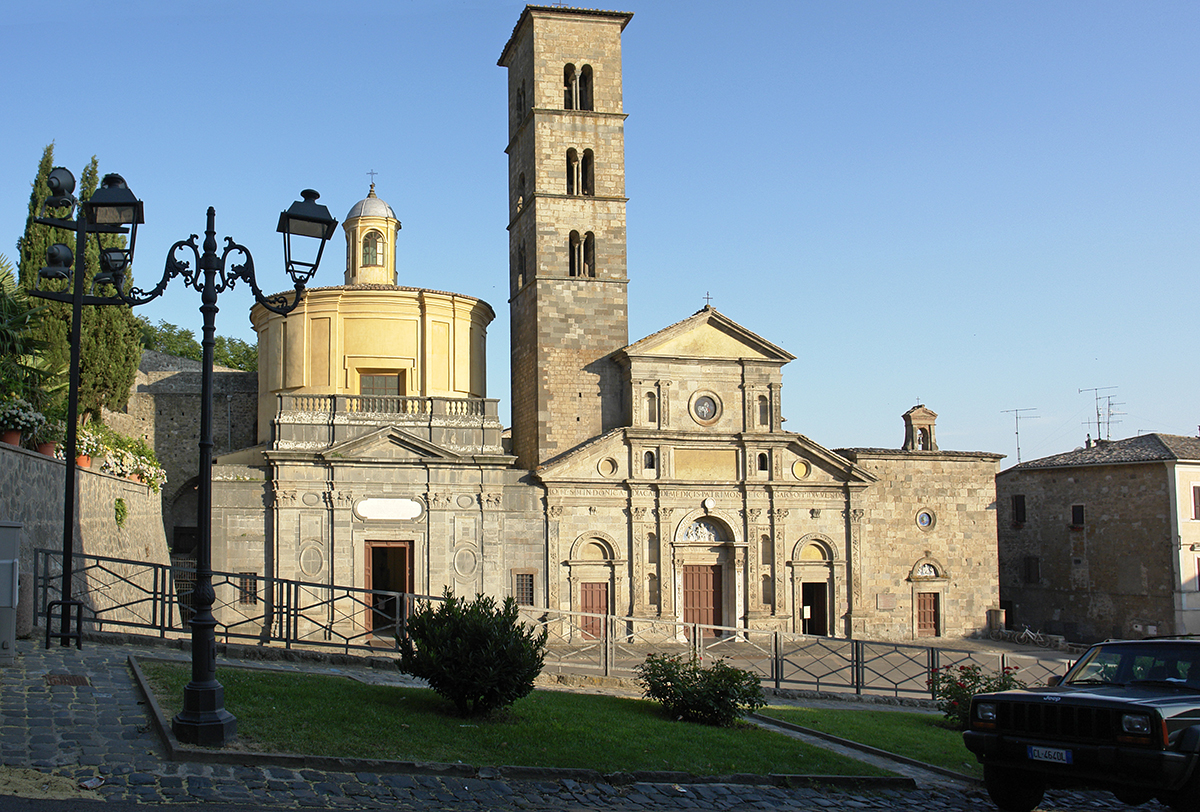
Basílica de Santa Cristina, en Bolsena, escenario del famoso milagro eucarístico de Bolsena

La sede de la diócesis se encuentra en la ciudad de Orvieto, en donde se halla la Catedral de la Asunción de la Virgen María. En Todi se encuentra la Concatedral de la Santísima Anunciación. En el territorio diocesano se encuentran también las basílicas menores del Santuario del Amor Misericordioso, en Collevalenza, de Santa Cristina, en Bolsena, y de Santa Cecilia, en Acquasparta.

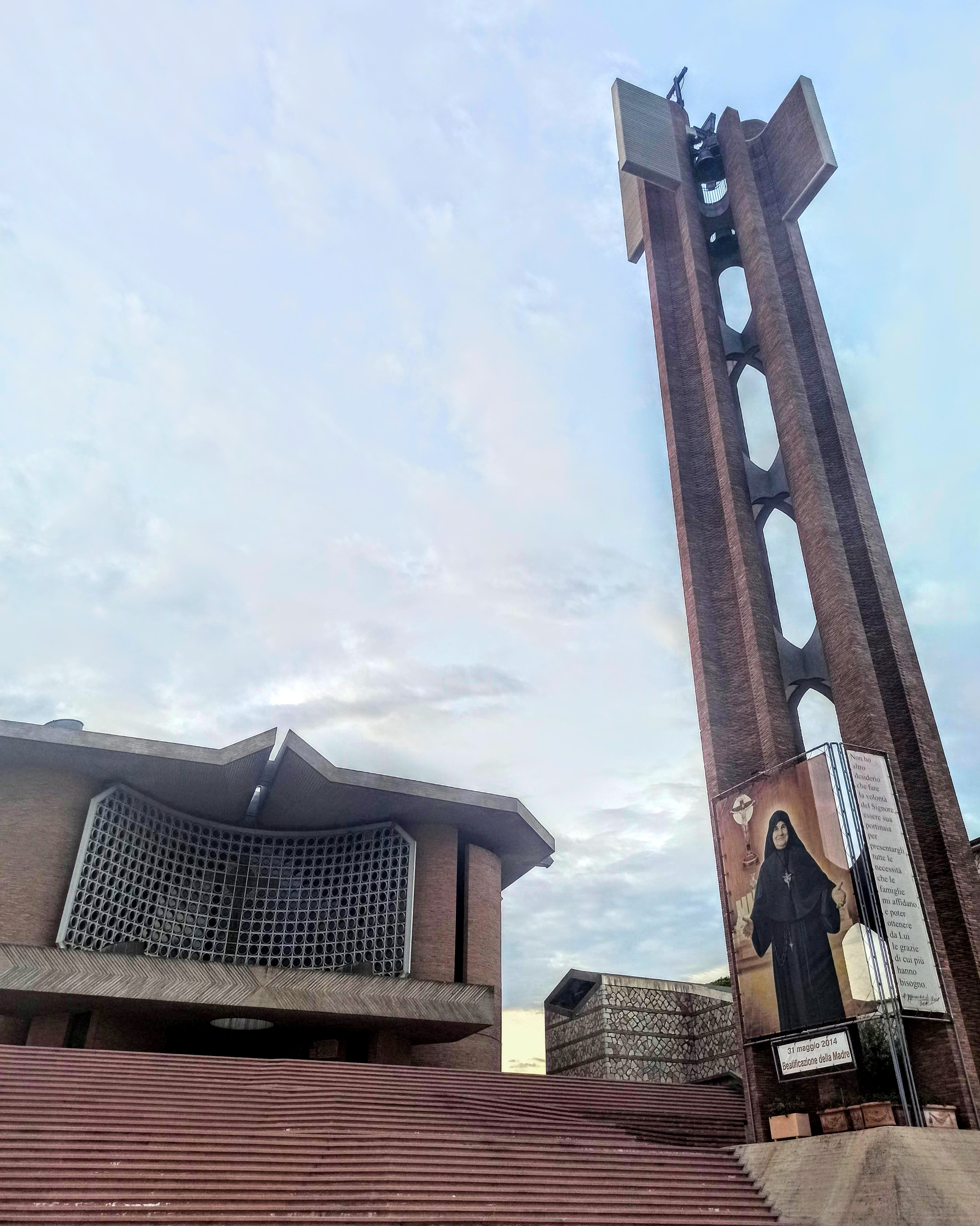
Basílica del Santuario del Amor Misericordioso, en Collevalenza

En 2021 en la diócesis existían 92 parroquias agrupadas en 6 vicariatos y 22 zonas pastorales:
- el vicariato de San Giuseppe comprende 4 unidades pastorales y 16 parroquias: Santa Maria della Stella in Orvieto, Sant'Andrea in Orvieto, San Domenico in Orvieto, San Giovenale in Orvieto, Sferracavallo, Ponte del Sole, Ciconia, Prodo, Orvieto Scalo, Morrano, San Faustino, Montecchio, Civitella del Lago, Tenaglie, Baschi, Corbara;
- el vicariato de San Fortunato comprende 4 unidades pastorales y 24 parroquias: Santissima Annunziata in Todi, Santissimo Crocifisso in Todi, San Giorgio in Todi, Santa Maria in Todi, Maria Santissima Assunta a Montesanto di Todi, San Nicolò in Todi, Santa Prassede in Todi, Pontecuti, Quadro, Collevalenza, San Damiano, Pian di San Martino, Montemolino, Ponterio, Duesanti, Ilci, Fiore, Izzalini, Torregentile, Vasciano, Camerata, Massa Martana, Colpetrazzo, Villa San Faustino, Viepri;
- el vicariato de San Callisto comprende 4 unidades pastorales y 12 parroquias: Acquasparta, Casigliano, Montecastrilli, Casteltodino, Quadrelli, Avigliano Umbro, Castel dell'Aquila, Dunarobba, Melezzole, Acqualoreto, Collelungo di Baschi, Santa Restituta;
- el vicariato de Santa Cristina comprende 4 unidades pastorales y 12 parroquias: Santi Giorgio e Cristina in Bolsena, Santissimo Salvatore in Bolsena, Castel Giorgio, Castel Viscardo, Monterubiaglio, Viceno, Porano, Canale, Sugano, Torre San Severo, Allerona, Allerona Scalo;
- el vicariato de la Beata Vanna comprende 2 unidades pastorales y 11 parroquias: Fabro, Fabro Scalo, Ficulle, Montegabbione, Parrano, Collelungo di San Venanzo, Ospedaletto, Ripalvella, Rotecastello, San Venanzo, San Vito in Monte;
- el vicariato de San Terenziano comprende 3 unidades pastorales y 17 parroquias: Ammeto, Fratta Todina, Montecastello di Vibio, Spineta, Doglio, Collepepe, Casalalta, Collazzone, Gaglietole, Pantalla, Piedicolle, Ripabianca, San Terenziano, Grutti, Marcellano, Pozzo.

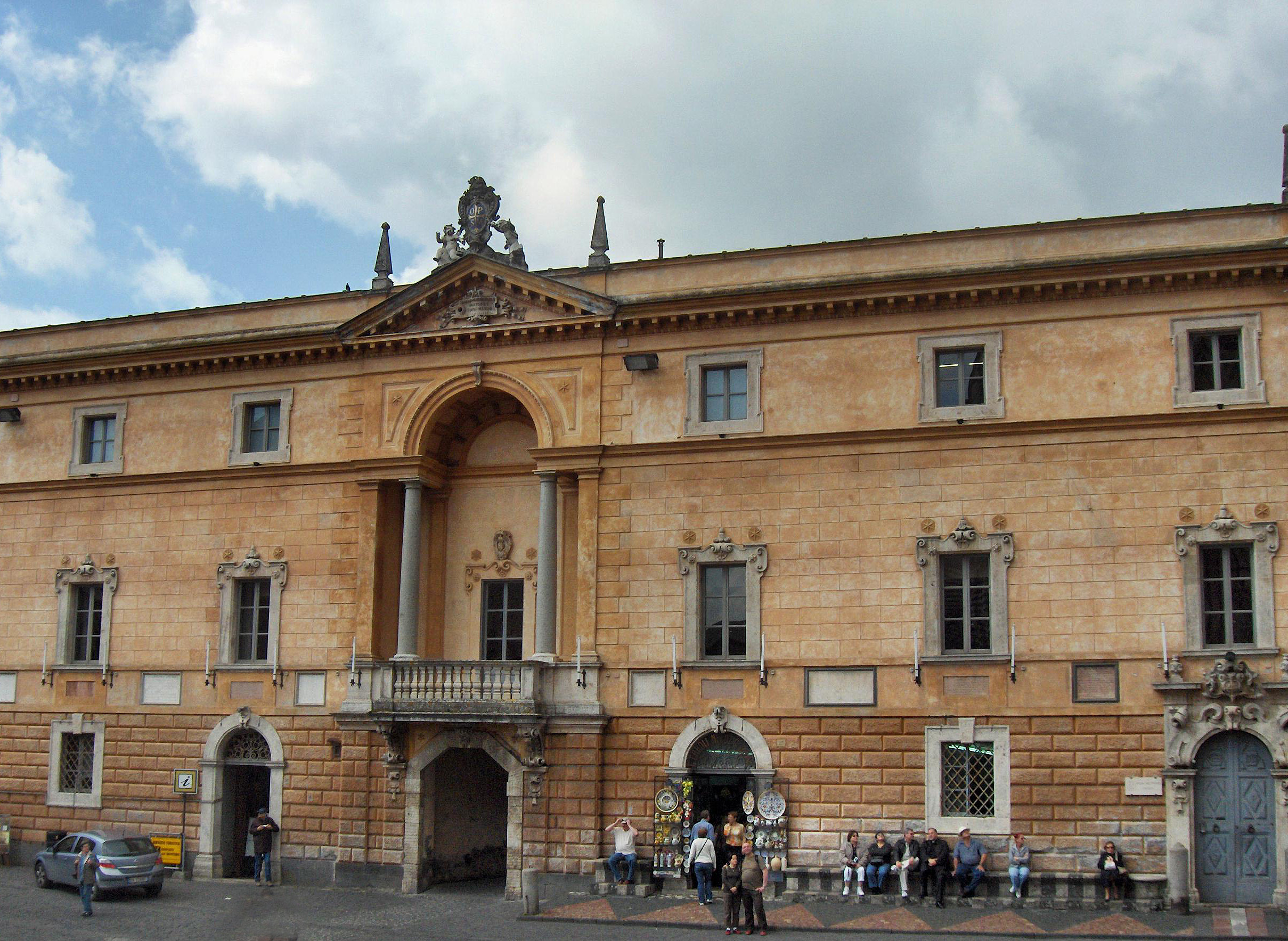
El "palazzo papale" de Orvieto, hoy sede del Museo dell'Opera del Duomo

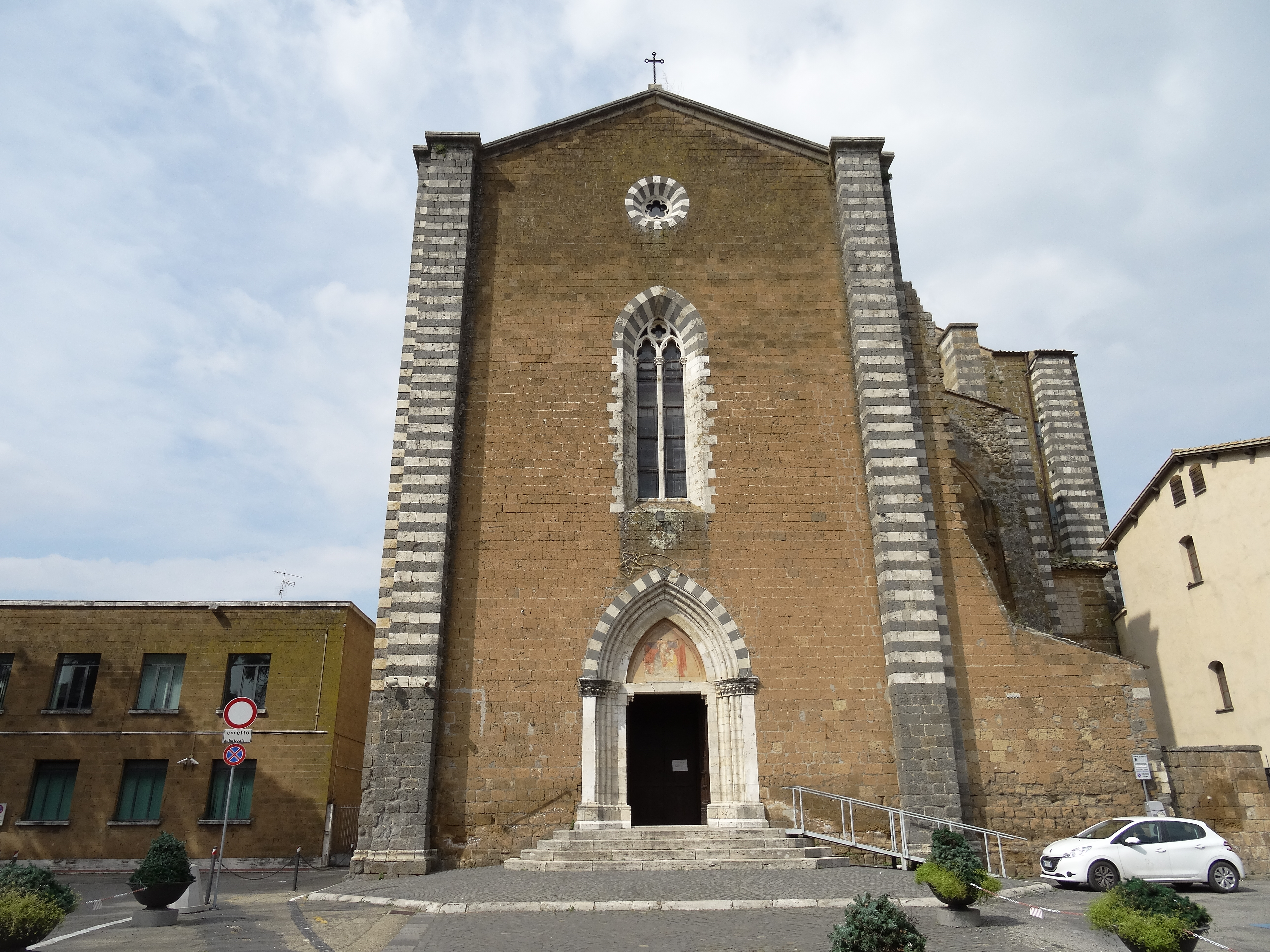
Iglesia de San Domenico, en Orvieto

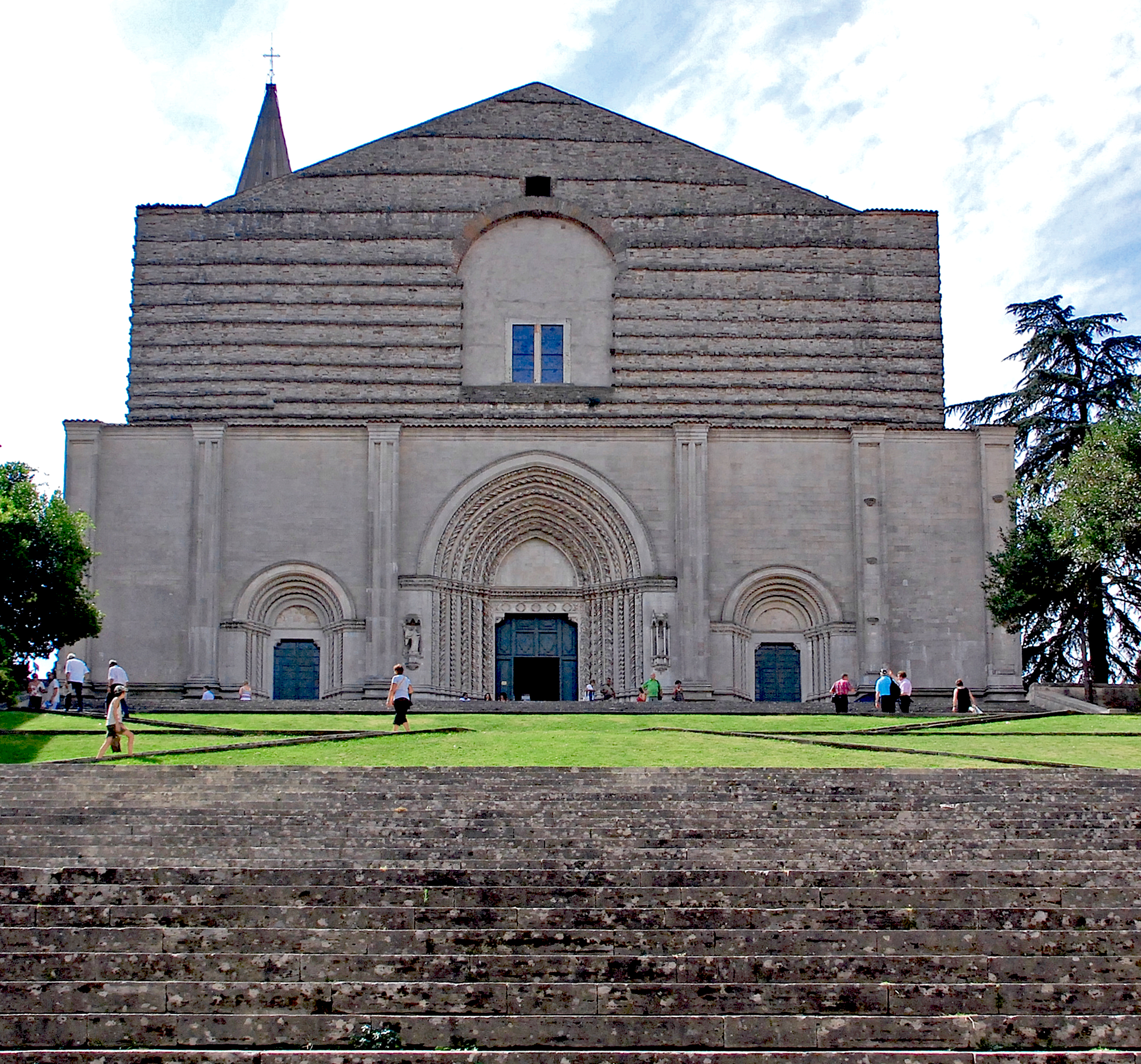
Iglesia de San Fortunato, en Todi

## Historia

### Diócesis de Orvieto
La actual Orvieto tiene orígenes muy antiguos y fue un centro etrusco (como atestiguan los numerosos templos y sepulcros allí encontrados) con el nombre de Velzna (Volsinii en latín). Destruida por los romanos en el siglo III a. C., la población se desplazó a lo largo de las orillas del lago hasta fundar Volsinii novi, hoy Bolsena. El antiguo asentamiento de Velzna reaparece en documentos del siglo VI d. C. con el nombre de Urbs vetus, es decir, Orvieto.
A fines del siglo III, Orvieto hospedó a Ansano de Siena (venerado como santo por las Iglesias cristianas tradicionales) en una de sus campañas de predicaciones. En 538 Belisario conquistó la ciudad y Procopio de Cesarea describió la situación de la misma, según el historiador Pablo el Diácono. 
Los primeros testimonios cristianos se remontan a los siglos IV y V. El primer obispo conocido es Giovanni, episcopus de Urbe Vetere, destinatario de una carta del papa Gregorio Magno en diciembre de 590, que lo invitaba a ayudar al monasterio de San Giorgio y a no prohibir la celebración de misas y el entierro de los muertos. Además del de San Giorgio, el epistolar gregoriano también menciona el monasterio de Santi Severo e Martirio, cerca de la ciudad.
Posteriormente, las cartas del papa Gregorio mencionan al obispo Cándido, en 591 y 596 como episcopus de Urbe Vetere, en 595 como episcopus civitatis Bulsinensis. Según Louis Duchesne, debido a la destrucción de su ciudad por los lombardos (573-575), los obispos de Bolsena trasladaron su sede a Orvieto, continuando durante un cierto período ostentando el antiguo título episcopal. Aún en el año 680, durante el concilio romano convocado por el papa Agatón, el obispo de Orvieto Agnello llevaba el título de Bulsinensis.
Una inscripción mutilada que comienza con in nomine Dni nostri Iesu C(hristi), que es del siglo VI o VII y fue encontrada cerca de Orvieto podría, según Giovanni Battista de Rossi, hacer referencia a un obispo anónimo de Orvieto, que vivió 40 años antes de ser obispo, y que ocupó este cargo durante 11 años.
Durante el gobierno del conde lombardo Farolfo (hacia el siglo VIII) la ciudad acogió la presencia de Romualdo.
Son pocos los obispos conocidos de la época altomedieval, que en su mayoría participaron en los concilios convocados en Roma por los sumos pontífices. Al menos hasta principios del siglo XII, los obispos de Orvieto también ejercieron el poder civil sobre la ciudad y su territorio; esta autoridad terminó con el ascenso del municipio y su alianza con el capítulo de canónigos contra el obispo Hildebrando (1140-1154). El propio obispo entró en una larga controversia, que también dio lugar a conflictos armados, con los obispos de Sovana sobre la jurisdicción sobre algunos condados en la frontera entre las dos diócesis.
En la lucha entre güelfos y gibelinos, que animó la ciudad durante los siglos centrales de la Edad Media y que desembocó en el sangriento asesinato del alcalde güelfo Pietro Parenzo (1199), un obispo gibelino logró imponerse en la silla de Orvieto, establecido por el antipapa Anacleto II, y al mismo tiempo se difundieron movimientos heréticos, entre ellos los cátaros, contra los cuales la dura represión implementada por el obispo Ricardo (1179-1200) tuvo poco éxito. El papa Inocencio III, por petición de los ciudadanos, envió a Pedro Parenti, como rector, pero este fue asesinado y tuvo que imponer un interdicto a la ciudad y excomulgar a los dirigentes del municipio. Las luchas político-religiosas con desenlaces alternos continuaron también en el siglo XIII, hasta que, después de 1260, el municipio se convirtió definitivamente en güelfo y hasta que, tras el establecimiento de la Inquisición (1249 a los dominicos; de 1260 a los franciscanos), los herejes no fueron definitivamente derrotados (1263).
Durante el siglo XIII, época de mayor expansión política y económica de Orvieto, llegaron a la diócesis las órdenes mendicantes. Francisco de Asís predicó en el condado orvietano en La Scarzuola, cerca del Monte Giove. Allí se conserva el primer retrato del santo. En Pantanelli se conserva la gruta que hospedó a Jacopone da Todi. Francisco estuvo en Orvieto durante la visita del papa Honorio III. Los franciscanos fundaron San Pietro, extramuros de la ciudad, en 1227, iglesia que luego pasó a los Siervos de María, y en la ciudad construyeron San Francesco, consagrada en 1266. Los dominicos situaron su sede en la iglesia de Santa Pace, en cuyo monasterio funcionaba un studium donde también enseñaba Tomás de Aquino; y en 1268 se consagró la iglesia de San Domenico. Hacia el 1259-1260 llegaron los Siervos de María y los agustinos. En el ámbito femenino, Orvieto acogió a las clarisas (1232), a las agustinas (1286) y a las benedictinas. Al mismo tiempo, también se extendió el movimiento de penitencia, que tuvo su máximo exponente en la beata Vanna, terciaria dominicana, fallecida en 1306.
El siglo XIII es también el siglo que vio la transformación constructiva de la ciudad: la antigua colegiata de Sant'Andrea fue reconstruida sobre las ruinas de una iglesia paleocristiana; se amplió el palacio episcopal y se construyó el palacio Soliano y el palacio papal, que albergó la curia papal con el papa Urbano IV (1261-1264); en la época del obispo Francesco Monaldeschi (1280-1295) se emprendió la reconstrucción de la catedral, enriquecida posteriormente con frescos de Fra Angelico y sobre todo de Luca Signorelli.
Según la tradición, entre 1263 y 1264 se produjo el famoso milagro eucarístico en la iglesia de Santa Cristina en Bolsena, aprobado por el obispo Giacomo Maltraga. En 1264, con la bula Transiturus de hoc mundo, el papa Urbano IV, que había hecho trasladar las especies eucarísticas de Bolsena a Orvieto, estableció la solemnidad del Corpus Domini estableciendo que debía celebrarse el jueves siguiente a la octava de Pentecostés.
Durante el siglo XIII también están documentadas algunas visitas pastorales de los obispos de Orvieto; durante su episcopado, el obispo Giacomo (1258-1269) visitó Capodimonte en el lago Bolsena, donde administró la confirmación y recaudó los diezmos; otras visitas fueron realizadas por los obispos Aldobrandino Cavalcanti en 1274 y Francesco Monaldeschi en 1280-1281, en 1283 y en 1290-1291; Otras visitas fueron realizadas por los obispos en la primera mitad del siglo XIV. El nivel de organización burocrática de la curia episcopal de Orvieto en este período también fue de considerable importancia.
En Orvieto fue levantado un templo en la parte más alta de la ciudad en 1290, en el cual se dedicó una capilla especial al Corporal (1350). La capilla nueva data de 1408. La catedral, de estilo tardo románico, fue diseñada por Arnolfo di Cambio. Mientras que Lorenzo Maitani agregó elementos en estilo gótico.
Según algunas reconstrucciones topográficas, la diócesis de Orvieto, entre finales del siglo XIII y el siglo XIV, estuvo entre las más grandes de Umbría, después de las de Spoleto, Città di Castello y Perugia, extendiéndose sobre un territorio de aproximadamente 1079 km² e incluyendo un total de 94 iglesias, de las cuales 17 en centros urbanos y 77 en centros rurales.
El 31 de agosto de 1369 la diócesis de Orvieto cedió una parte de su territorio para la erección de la diócesis de Montefiascone mediante la bula Cum illius del papa Urbano V.
En la segunda mitad del siglo XV, Orvieto se dotó de una casa de empeño (1463), una de las primeras fundadas en Umbría, y de un monasterio frumentario (1490), una institución caritativa que tenía como objetivo ayudar a los agricultores más pobres mediante préstamos de cereales o alimentos, que serían devueltos en el momento de la cosecha.
Durante el siglo XVI los obispos trabajaron para implementar en la diócesis los decretos de reforma impulsados por el Concilio de Trento. Entre ellos: Sebastiano Vanti (1562-1570), que participó en el Concilio de Trento; Pietro Paolo Crescenzi (1621-1644), que acogió a los jesuitas en la diócesis (1621); el dominico Giuseppe della Corgna (1656-1676), que celebró un sínodo en 1660, Giuseppe de los condes de Marsciano (1734-1754) y Antonio Ripanti (1762-1780), que trabajó en la fundación del seminario, que no fue inaugurado hasta 1778, aprovechando los bienes del suprimido colegio jesuita, y confiado a los doctrinarios, presentes en la diócesis desde 1588.
El 13 de septiembre de 1649 la diócesis de Orvieto cedió el territorio de Acquapendente para la erección de la diócesis de Acquapendente mediante la bula In supremo militantis del papa Inocencio X.
Durante el período napoleónico, el obispo Giovanni Battista Lambruschini, por su negativa a firmar el juramento de lealtad, fue deportado a Francia. En cambio, durante la República Romana (1849), el obispo Giuseppe Maria Vespignani fue encarcelado.
Del 5 al 8 de septiembre de 1896, Orvieto acogió el cuarto Congreso Eucarístico nacional italiano.
El 24 de marzo de 1973 el territorio de Torre Alfina pasó de la diócesis de Orvieto a la de Acquapendente, mientras que las aldeas orvietinas de Tordimonte y Sant'Egidio fueron cedidas de la diócesis de Bagnoregio a la de Orvieto, mediante el decreto Quo facilius de la Congregación para los Obispos.
En el momento de la unión con Todi, la diócesis de Orvieto incluía 37 parroquias en los municipios de Allerona (2), Castel Giorgio, Castel Viscardo (3), Fabro (2), Ficulle, Montegabbione, Orvieto (17), Parrano, Porano, San Venanzo (6) y Bolsena (2).

### Diócesis de Todi
En época romana el territorio diocesano coincidía con el de la antigua Tuder, Colonia Fida Julia, antiguamente municipio. El cristianismo pronto se extendió allí desde Roma gracias a la Vía Flaminia, la Vía Amerina y otros antiguos itinerarios hacia Orvieto, Baschi y Spoleto. Además de importantes recuerdos etruscos y romanos, en la Vía Flaminia hay un pequeño cementerio subterráneo y en la zona un grupo de iglesias cementerio dedicadas a los santos Terenciano, Antimo, Illuminata, Fidencio y Terencio, Félix, Faustino y Arnaldo. En el siglo IV, una posesión llamada Angulas, donada según el Liber Pontificalis por el emperador Constantino I, rindió homenaje a la basílica de la Santa Cruz en Jerusalén en Roma. El papa mártir san Martín I (649-656) nació en un pueblo de la diócesis en la margen derecha del río Tíber, hoy llamado Piano di San Martino. También se le dedicaron varias capillas antiguas.
Según la tradición, la serie episcopal de Todi comienza con una lista de santos obispos, entre ellos san Terenciano, considerado protoobispo de la diócesis, probablemente atribuido al siglo IV (Lanzoni). El primer obispo históricamente documentado es Cresconius, episcopus ecclesiae Tudertinae, que participó en los concilios celebrados en Roma por el papa Félix III en 487 y por el papa Símaco en 499, 501 y 502, y que fue enviado a Constantinopla en 496 en nombre del papa Anastasio II. Hacia mediados del siglo VI se conoce al obispo san Fortunato, mencionado en los Diálogos de Gregorio Magno.
La cronología episcopal de Todi durante el primer milenio se reduce a unos pocos nombres, gracias a la presencia de obispos en los concilios romanos de este período. En 760, a través de un legado papal, se ratificó la frontera entre las diócesis de Todi y Spoleto, que probablemente seguía la frontera que un siglo antes dividía el ducado de Spoleto del exarcado bizantino de Roma. En 1001 el papa Silvestre II convocó un concilio en Todi. 
Fueron numerosos los monasterios que se desarrollaron en Todi y su territorio. Entre los monasterios benedictinos más importantes se encuentran el de San Leucio, fundado en el siglo X, y que pasó a manos de los premonstratenses en 1133; y el de los Santos Fidencio y Terencio, fundado entre los siglos VIII y IX. En el siglo XIII llegaron las órdenes mendicantes: en 1254 los franciscanos tomaron el relevo de los vallombrosanos en el monasterio de la ciudad de San Fortunato; en 1236 los dominicos sustituyeron a los benedictinos en San Leucio y luego fundaron Santa María en Cammuccia. Los siervos de María fundaron San Marco en Borgo Nuovo, donde murió y fue enterrado san Felipe Benizi.
Según algunas reconstrucciones topográficas, la diócesis de Todi, entre finales del siglo XIII y el siglo XIV, ocupó un territorio de tamaño medio entre las diversas diócesis de Umbría, extendiéndose por aproximadamente 797 km² e incluyendo 19 iglesias parroquiales (en 1332) y un total de 154 iglesias, de las cuales 18 en centros urbanos y 136 en centros rurales.
Durante el período aviñonés la ciudad fue independiente. Fue la morada del antipapa Nicolás V en 1328, con el apoyo de Luis IV de Baviera. Luego de la reconquista romana, en 1433, Todi fue residencia de varios pontífices por cortos periodos de tiempo, entre ellos: Nicolás V (en 1449), Pío II (en 1459) y Paulo II (en 1535).
De 1523 a 1606 la diócesis estuvo gobernada por obispos de la familia Cesi. Entre ellos, destacó Angelo Cesi (1566-1606), que trabajó para la aplicación en la diócesis de los decretos de reforma sancionados por el Concilio de Trento, convocó un sínodo diocesano en 1568, estableció reuniones mensuales para los sacerdotes de la diócesis (1597), restauró la catedral y construyó el nuevo palacio episcopal. Su sucesor, el cardenal Marcello Lante, fundó el seminario en 1608. En la primera mitad del siglo XVII, Giovanni Battista Altieri (1643-1654) celebró un sínodo en 1647 y convocó dos visitas pastorales en 1648 y 1650.
El 24 de julio de 1796 se vio abrir y cerrar los ojos a la Virgen del Campione, venerada desde hacía siglos en el ayuntamiento de Todi, donde se guardaban las muestras de pesos y medidas. Siguió un proceso canónico regular que confirmó el hecho milagroso.
En el período napoleónico, el obispo de Tuderte, Francesco Maria Gazzoli, al igual que su colega de Orvieto, también fue exiliado a Córcega.
En el momento de la unión con Orvieto, la diócesis de Todi incluía todos los municipios de Todi, Baschi, Montecchio, Avigliano Umbro, Montecastrilli, Massa Martana, Collazzone, Monte Castello di Vibio y Fratta Todina, y en parte los municipios de Marsciano, Deruta, Gualdo Cattaneo y Acquasparta. La unión fue también ocasión para una revisión del número de parroquias, reducido a 57.

### Diócesis de Orvieto-Todi
El 12 de julio de 1972 Virginio Dondeo, antiguo obispo de Orvieto, fue nombrado también obispo de Todi, sede que estaba vacante desde hacía algunos años: las dos diócesis quedaron así unidas in persona episcopi.
El 30 de septiembre de 1986, con el decreto Instantibus votis de la Congregación para los Obispos, se estableció la unión plena de las diócesis de Todi y de Orvieto y el nuevo distrito eclesiástico tomó su nombre actual.

## Estadísticas
Según el Anuario Pontificio 2022 la diócesis tenía a fines de 2021 un total de 84 900 fieles bautizados.
| Año                                                                             | Población            | Población | Población      | Sacerdotes | Sacerdotes    | Sacerdotes    | Bautizados por sacerdote | Diáconos permanentes | Religiosos | Religiosos | Parroquias |
| Año                                                                             | Bautizados católicos | Total     | % de católicos | Total      | Clero secular | Clero regular | Bautizados por sacerdote | Diáconos permanentes | Varones    | Mujeres    | Parroquias |
| ------------------------------------------------------------------------------- | -------------------- | --------- | -------------- | ---------- | ------------- | ------------- | ------------------------ | -------------------- | ---------- | ---------- | ---------- |
| Diócesis de Orvieto                                                             |                      |           |                |            |               |               |                          |                      |            |            |            |
| 1950                                                                            | 58 000               | 58 000    | 100.0          | 76         | 56            | 20            | 763                      |                      | 5          | 215        | 57         |
| 1970                                                                            | 53 000               | 53 000    | 100.0          | 59         | 43            | 16            | 898                      |                      | 20         | 200        | 57         |
| 1980                                                                            | 44 200               | 45 200    | 97.8           | 56         | 40            | 16            | 789                      | 1                    | 26         | 174        | 57         |
| Diócesis de Todi                                                                |                      |           |                |            |               |               |                          |                      |            |            |            |
| 1950                                                                            | 63 000               | 63 720    | 98.9           | 113        | 77            | 36            | 557                      |                      | 42         | 116        | 98         |
| 1970                                                                            | 53 000               | 53 000    | 100.0          | 116        | 71            | 45            | 456                      |                      | 50         | 225        | 101        |
| 1980                                                                            | 53 600               | 54 000    | 99.3           | 106        | 60            | 46            | 505                      |                      | 51         | 191        | 102        |
| Diócesis de Orvieto-Todi                                                        |                      |           |                |            |               |               |                          |                      |            |            |            |
| 1990                                                                            | 93 000               | 93 300    | 99.7           | 140        | 95            | 45            | 664                      | 3                    | 50         | 302        | 94         |
| 1999                                                                            | 89 650               | 90 600    | 99.0           | 139        | 95            | 44            | 644                      | 11                   | 56         | 210        | 94         |
| 2000                                                                            | 89 650               | 90 800    | 98.7           | 133        | 94            | 39            | 674                      | 11                   | 48         | 214        | 94         |
| 2001                                                                            | 89 650               | 90 800    | 98.7           | 132        | 96            | 36            | 679                      | 12                   | 43         | 236        | 94         |
| 2002                                                                            | 89 500               | 90 800    | 98.6           | 137        | 101           | 36            | 653                      | 12                   | 43         | 236        | 114        |
| 2003                                                                            | 89 500               | 90 800    | 98.6           | 132        | 98            | 34            | 678                      | 12                   | 41         | 236        | 95         |
| 2004                                                                            | 89 500               | 90 800    | 98.6           | 135        | 101           | 34            | 662                      | 18                   | 37         | 236        | 95         |
| 2013                                                                            | 90 100               | 93 200    | 96.7           | 132        | 87            | 45            | 682                      | 20                   | 46         | 258        | 92         |
| 2016                                                                            | 90 000               | 95 000    | 94.7           | 107        | 58            | 49            | 841                      | 19                   | 50         | 250        | 92         |
| 2019                                                                            | 84 500               | 90 473    | 93.4           | 109        | 61            | 48            | 775                      | 20                   | 51         | 218        | 92         |
| 2021                                                                            | 84 900               | 91 212    | 93.1           | 90         | 59            | 31            | 943                      | 20                   | 34         | 165        | 92         |
| Fuente: Catholic-Hierarchy, que a su vez toma los datos del Anuario Pontificio. |                      |           |                |            |               |               |                          |                      |            |            |            |

### Vida consagrada
De los institutos de vida consagrada y sociedades de vida apostólica presentes en Orvieto se encuentran: la Orden del Santísimo Salvador de Santa Brígida, la Orden de los Hermanos Menores Capuchinos, las Adoratrices de la Sangre de Cristo, las Franciscanas Misioneras de María, las Esclavas del Amor Misericordioso, Siervas de María Reparadoras, las Monjas mínimas, Misioneras de la Preciosísima Sangre, Hermanas de Jesús Buen Pastor, las Monjas agustinas, entre otros.

## Episcopologio

### Obispos de Orvieto

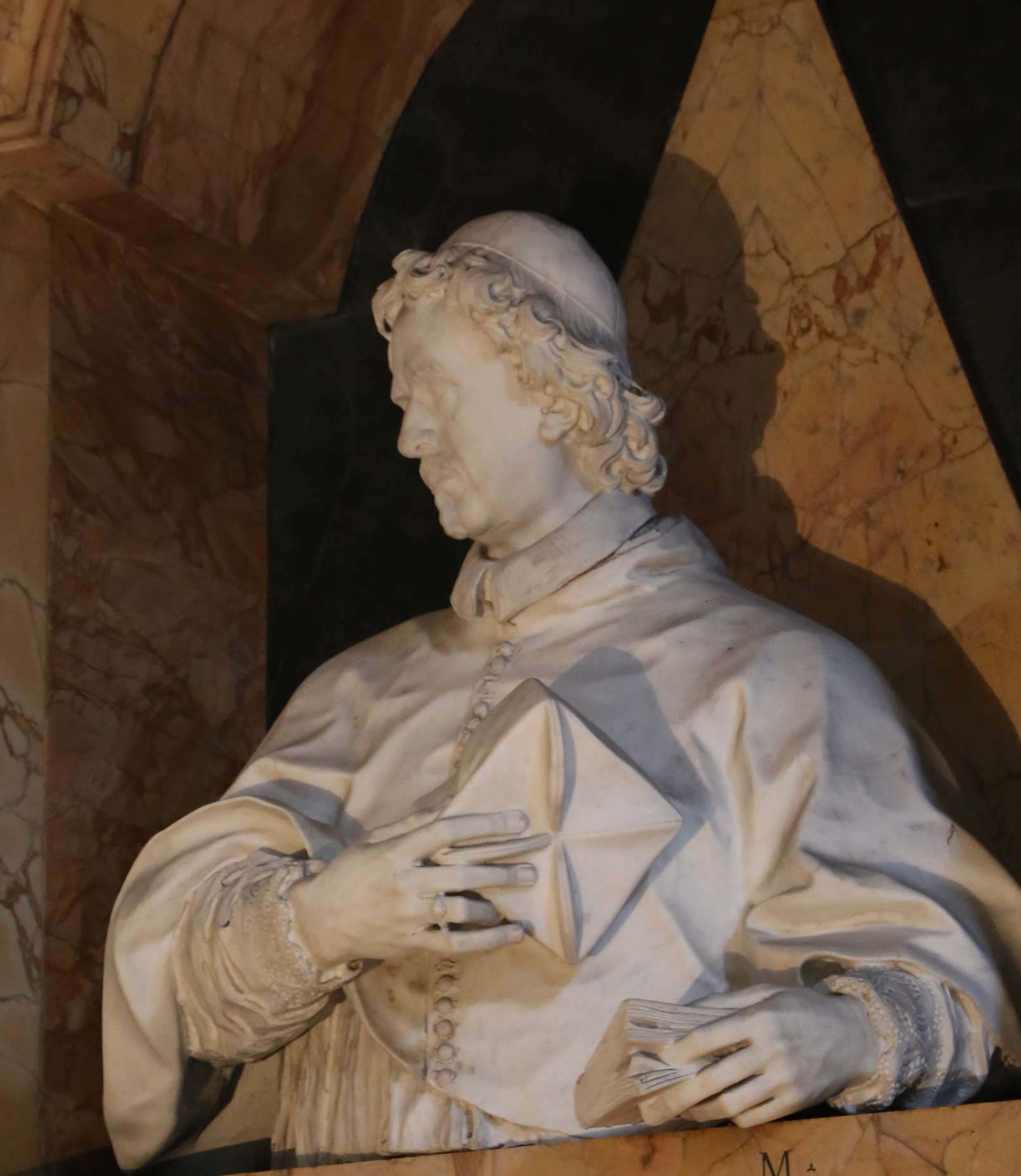
El cardenal Savo Millini fue obispo de Orvieto de 1681 a 1694. Imagen: escultura de Pierre-Étienne Monnot de 1699

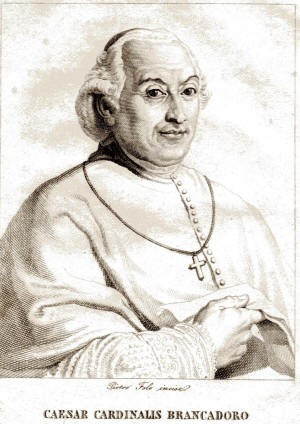
El cardenal Cesare Brancadoro (1755-1837) fue obispo de Orvieto de 1800 a 1803

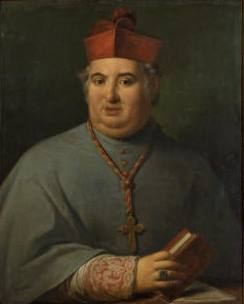
El cardenal Antonio Francesco Orioli fue obispo de Orvieto de 1833 a 1841

- Giovanni I † (mencionado en diciembre de 590)[32]
- Candido † (antes de diciembre de 591-después de 596)[33]
- Agnello Vulsiniensis † (mencionado en 680)
- Amanzio † (mencionado en 743)
- Aliperto † (mencionado en 826)
- Pietro I † (mencionado en 853)
- Leone I † (mencionado en 861)
- Pietro II † (mencionado en 877)
- Rodolfo? † (mencionado en 975)[34]
- Andrea? † (mencionado en 1000 circa)[34]
- Nicolò I? † (mencionado en 1007)[34]
- Ilderico † (mencionado en 1015)[35]
- Paolo? † (mencionado en 1022)[34]
- Sigifredo † (mencionado en 1027)[35]
- Leone II † (mencionado en 1036)[35]
- Nicolò II? † (mencionado en 1040)[34]
- Luca? † (mencionado en 1051)[34]
- Teuzone † (antes de 1054-después de 1059)[35]
- Albertino? † (mencionado en 1060 circa)[34][nota 5]
- Filippo? † (mencionado en 1078)[34]
- Angelo? † (mencionado en 1092)[34]
- Guglielmo I † (antes de 1103-después de 1119)[36]
- Giovanni II? † (mencionado en 1121)[34]
- Guglielmo II † (antes de 1125-después de 1126)[36]
- Antonio? † (mencionado en 1137)[nota 6]
- Ildebrando † (antes de 1140-después de 1154)
- Gualfredo? † (mencionado en 1155)[nota 7]
- Guiscardo † (mencionado en julio y octubre 1157)[37]
- Milone? † (mencionado en 1159)[nota 8]
- Rustico † (documentado del 1168 al 1171)[38]
- Riccardo † (documentado del 1179 al 1200)[39]
- Matteo † (circa 1201-circa 1211 falleció)[nota 9]
- Giovanni III † (1211-después de noviembre de 1212)[nota 10]
- Capitaneo (o Capiterio) † (23 de febrero de 1213-después de 1217)
- Ranerio † (8 de abril de 1228-1248 falleció)[40]
- Costantino dei Medici, O.P. † (circa 1250-1256 falleció)[41]
- Giacomo Maltraga † (antes el 26 de enero de 1258-1269 falleció)

- Aldobrandino Cavalcanti, O.P. † (1272-31 de agosto de 1279 falleció)
- Francesco Monaldeschi † (11 de mayo de 1280-13 de septiembre de 1295 nombrado obispo de Florencia)
- Leonardo Mancini † (24 de abril de 1296-9 de febrero de 1302 nombrado arzobispo de Manfredonia)
- Guittone Farnese † (31 de enero de 1302-1328 falleció)
- Beltramo Monaldeschi, O.P. † (5 de octubre de 1328-antes el 23 de septiembre de 1345 falleció)
- Raimondo de Chameyrac † (6 de marzo de 1346-1348 falleció)
- Ponzio de Péret † (17 de septiembre de 1348-1361 falleció)
- Giovanni di Magnavia † (18 de julio de 1361-después del 29 de octubre de 1364 falleció)
- Pietro Bohier, O.S.B. † (16 de noviembre de 1364-1378/1379 depuesto)
  - Thomas di Puppio[nota 11] † (2 de marzo de 1388-22 de diciembre de 1396 nombrado arzobispo de Aix) (antiobispo)
- Nicolò Merciari da Perugia[nota 12] † (1379-7 de julio de 1398 nombrado obispo de Cagli)
- Nicolò d'Assisi † (23 de agosto de 1398-24 de septiembre de 1399 nombrado obispo de Imola)
- Mattia degli Avveduti, O.F.M. † (6 de octubre de 1399-1409 falleció)
  - Corrado Caracciolo † (1409-19 de febrero de 1411 falleció) (administrador apostólico)
  - Monaldo Monaldeschi † (19 de febrero de 1411-1418) (administrador apostólico)
- Francesco Monaldeschi † (2 de abril de 1418-6 de septiembre de 1443 nombrado obispo de Teramo)
- Giacomo Benedetti † (6 de septiembre de 1443-21 de octubre de 1454 nombrado obispo de Atri y Penne)
- Giovanni Castiglioni (da Palena) † (21 de octubre de 1454-1 de septiembre de 1456 falleció)
- Antonio Cobateri † (23 de julio de 1456-1457 falleció)
- Marco Marinone, O.S.A. † (1 de junio de 1457-? falleció)
- Giovanni † (6 de febrero de 1465-?)
- Giorgio Della Rovere † (1476-después del 28 de febrero de 1505 falleció)
- Gentile Baglioni (1505-1511)
- Ercole Baglioni † (14 de octubre de 1511-1518 o 1519 falleció)
  - Niccolò Ridolfi el Viejo † (24 de agosto de 1520-3 de septiembre de 1529 renunció) (administrador apostólico)
- Vincenzo Durante † (3 de septiembre de 1529-4 de diciembre de 1545 falleció)
  - Niccolò Ridolfi el Viejo † (1545-16 de mayo de 1548 renunció) (administrador apostólico, por segunda vez)
- Niccolò Ridolfi el Joven † (16 de mayo de 1548-1554 falleció)
- Girolamo Simoncelli † (25 de junio de 1554-1562 renunció)
- Sebastiano Vanzi † (17 de abril de 1562-1570 falleció)
  - Girolamo Simoncelli † (1570-24 de febrero de 1605 falleció) (administrador apostólico)
- Giacomo Sannesio † (20 de junio de 1605-19 de febrero de 1621 falleció)
- Pier Paolo Crescenzi † (17 de marzo de 1621-23 de mayo de 1644 renunció)
- Fausto Poli † (23 de mayo de 1644-7 de octubre de 1653 falleció)
  - Sede vacante (1653-1656)
- Giuseppe della Corgna, O.P. † (20 de marzo de 1656-23 de febrero de 1676 renunció)
- Bernardino Rocci † (24 de febrero de 1676-2 de noviembre de 1680 falleció)
- Savio Millini † (22 de diciembre de 1681-17 de mayo de 1694 nombrado obispo de Nepi y Sutri)
- Giuseppe Camuzzi † (24 de enero de 1695-septiembre de 1695 falleció)
- Vincenzo degli Atti † (2 de enero de 1696-noviembre de 1715 falleció)
- Ferdinando Nuzzi † (30 de marzo de 1716-1 de diciembre de 1717 falleció)
  - Michele Teroni † (10 de marzo de 1718-6 de septiembre de 1721 falleció) (administrador apostólico)
- Onofrio Elisei † (10 de septiembre de 1721-27 de noviembre de 1733 falleció)
- Giuseppe di Marsciano † (20 de enero de 1734-2 de julio de 1754 falleció)
- Giacinto Silvestri † (22 de julio de 1754-12 de abril de 1762 falleció)
- Antonio Ripanti † (14 de junio de 1762-16 de marzo de 1780 falleció)
- Paolo Francesco Antamori † (11 de diciembre de 1780-4 de diciembre de 1795 falleció)
  - Sede vacante (1795-1800)
- Cesare Brancadoro † (11 de agosto de 1800-11 de julio de 1803 nombrado arzobispo de Fermo)
  - Sede vacante (1803-1807)
- Giovanni Battista Lambruschini † (3 de agosto de 1807-24 de noviembre de 1825 falleció)
- Antonio Domenico Gamberini † (19 de diciembre de 1825-13 de abril de 1833 renunció)
- Antonio Francesco Orioli † (15 de abril de 1833-18 de diciembre de 1841 renunció)
- Giuseppe Maria Vespignani † (24 de enero de 1842-2 de febrero de 1865 falleció)
- Marino Marini † (27 de marzo de 1865-15 de octubre de 1871 renunció[42])
- Antonio Briganti † (27 de octubre de 1871-2 de octubre de 1882 renunció[43])
- Eusebio Magner, O.F.M.Cap. † (25 de septiembre de 1883-15 de agosto de 1884 falleció)
- Giuseppe Ingami † (10 de noviembre de 1884-14 de agosto de 1889 falleció)
- Domenico Bucchi-Accica † (30 de diciembre de 1889-7 de enero de 1905 falleció)
- Salvatore Fratocchi † (24 de enero de 1905-6 de diciembre de 1941 falleció)
- Francesco Pieri † (6 de diciembre de 1941 por sucesión-15 de mayo de 1961 falleció)
- Virginio Dondeo † (22 de julio de 1961-6 de agosto de 1974 falleció)
- Decio Lucio Grandoni † (12 de diciembre de 1974-30 de septiembre de 1986 nombrado obispo de Orvieto-Todi)

### Obispos de Todi

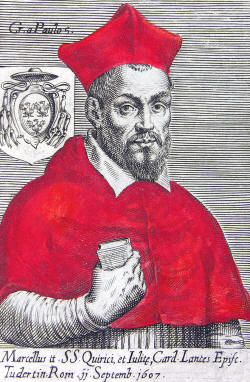
Cardenal Marcello Lante, obispo de Todi de 1606 a 1625

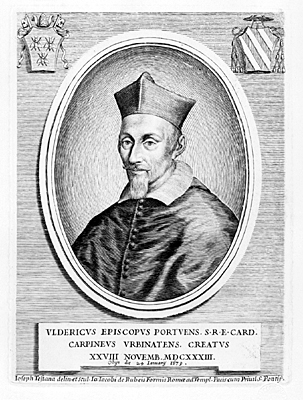
Cardenal Ulderico Carpegna, obispo de 1638 a 1643

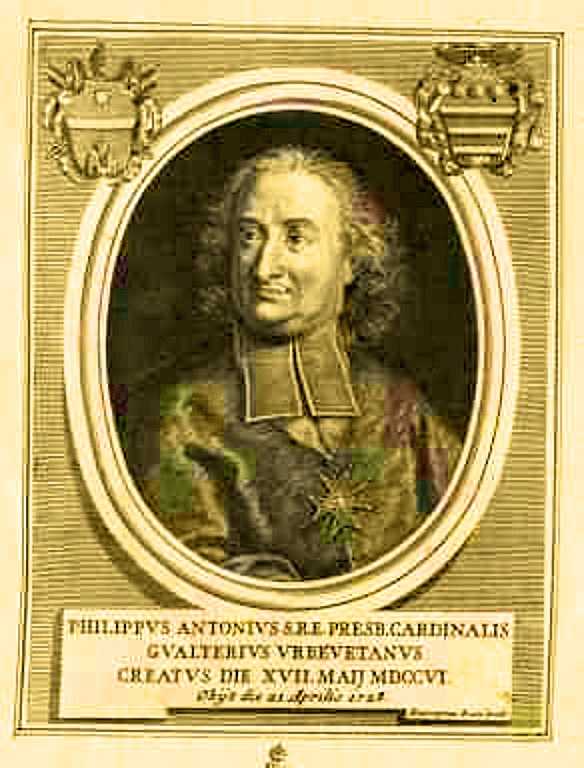
Filippo Antonio Gualterio (1660-1728), obispo de Todi de 1709 a 1714

- San Terenciano † (?-circa 138 falleció)[44]
- San Esuperanzio † (siglo II)
- San Ponziano † (?-9 de julio de 302 falleció)
- San Cassiano † (?-15 de agosto de 304 falleció)[nota 13]
- Agatone I † (431 o 451)[nota 14]
- Cresconio † (antes de 487-después de 502)[45]
- San Callisto † (?-14 de agosto de 528 falleció)[nota 15]
- San Fortunato † (antes de 547/549-antes de 586/587 falleció)[46]
- Sabiniano † (mencionado en 593)[nota 16]
- Lorenzo I † (mencionado en 649)
- Bonifacio I † (mencionado en 680)
- Nicolò I † (mencionado en 743)
- Teofilatto † (antes de 787-después de 794)
- Giovanni I † (mencionado en 826)
- Agatone II † (mencionado en 853)
- Ilderico † (antes del 861-después de 871)
- Uberto o Alberto † (mencionado en 886)
- Ambrogio † (mencionado en 931)
- Gregorio I? † (mencionado en 963)[nota 17]
- Atto degli Atti? † (mencionado en 970)[nota 18]
- Giovanni II † (mencionado en 1015)[47]
- Teudaldo? † (mencionado en 1027)[nota 19]
- Gregorio II † (mencionado en 1037)[47]
- Arduino † (antes de 1050-después de 1059)[47]
- Rodolfo † (antes de 1068-después de 1074)[47][nota 20]
- Guinardo (o Guitardo) † (mencionado en 1093)[47]
- Oddo † (antes de 1109-26 de junio de 1115 falleció)[nota 21]
- Lorenzo II † (1115-5 de enero de 1118 falleció)
- Ottone † (5/21 de enero de 1118-11 de octubre de 1144 falleció)
- Graziano † (octubre de 1144-14 de agosto de 1179 falleció)
- Rustico † (1 de septiembre de 1179-1218 falleció)
- Bonifacio II † (1218 o 1219-después de agosto de 1238 falleció)
- Giacomo Ghezzi † (documentado en 1239 y en 1249)[48]
- Giacomo degli Atti † (documentado en 1251)[48]
- Pietro Viatico Caetani † (28 de mayo de 1252-16 de enero de 1276 nombrado obispo de Anagni)[nota 22]

- Bentivegna de' Bentivegni, O.F.M. † (18 de diciembre de 1276-12 de marzo de 1278 creado cardenal obispo de Albano)
- Angelario de Bentivenghi, O.F.M. † (10 de agosto de 1278-? falleció)
- Nicolò II † (13 de abril de 1282-4 de abril de 1296[49] falleció)
- Nicolò Armati † (24 de abril de 1296-circa 1325 falleció)[49]
- Ranuccio degli Atti † (22 de noviembre de 1325[49]-1356 falleció)
- Andrea de Aptis, O.S.A. † (1 de abril de 1356-30 de marzo de 1373 nombrado obispo de Brescia)[nota 23]
- Stefano Palosti de Verayneris † (30 de marzo de 1373-1395 renunció)
- Antonio Calvi † (22 de diciembre de 1395-12 de junio de 1405 renunció)
- Guglielmo Dallavigna, O.S.B. † (12 de junio de 1405-28 de octubre de 1407 falleció)
- Francesco de Aiello † (30 de diciembre de 1407-11 de diciembre de 1424 nombrado arzobispo de Bari)
- Angelo Scardeoni, O.S.A. † (11 de diciembre de 1424-1428 falleció)
- Antonio di Anagni † (28 de febrero de 1429-agosto de 1434 falleció)
  - Germanico (Geminiano di Prato) † (27 de octubre de 1434-1435 renunció o revocado) (obispo electo)
- Bartolomeo Aglioni † (12 de diciembre de 1435-4 de enero de 1472 falleció)
- Costantino Eroli † (8 de enero de 1472-8 de diciembre de 1474 nombrado obispo de Spoleto)
- Francesco Mascardi † (8 de diciembre de 1474-1499 renunció)
- Basilio Mascardi † (después del 19 de julio de 1499 por sucesión-1517 falleció)
- Alderico Billioti † (13 de agosto de 1517-1 de junio de 1523 renunció[nota 24])
  - Paolo Emilio Cesi † (1 de junio de 1523-12 de junio de 1523 renunció) (administrador apostólico)
- Federico Cesi † (12 de junio de 1523-11 de marzo de 1545 renunció)
- Giovanni Andrea Cesi † (11 de marzo de 1545-15 de febrero de 1566 renunció)
- Angelo Cesi † (15 de febrero de 1566-30 de noviembre de 1606 falleció)
- Marcello Lante † (18 de diciembre de 1606-6 de octubre de 1625 renunció)
- Lodovico Cinci † (6 de octubre de 1625-19 de septiembre de 1638 falleció)
- Ulderico Carpegna † (11 de octubre de 1638-31 de agosto de 1643 renunció)
- Giovanni Battista Altieri † (31 de agosto de 1643-26 de noviembre de 1654 falleció)
- Gerolamo Lomellini † (diciembre de 1654-1656 falleció)
- Pier Maria Bichi, O.S.B.Oliv. † (18 de marzo de 1658-12 de junio de 1673 nombrado obispo de Sovana)
- Giuseppe Pianetti † (17 de julio de 1673-de febrero de 1709 falleció)
- Filippo Antonio Gualterio † (14 de octubre de 1709-5 de diciembre de 1714 renunció)
- Ludovico Anselmo Gualterio † (21 de enero de 1715-giugno o 15 de julio de 1746 falleció)
- Gerolamo Formagliari † (28 de noviembre de 1746-6 de junio de 1760 renunció[nota 25])
- Francesco Maria Pasini † (21 de julio de 1760-24 de diciembre de 1773 falleció)
- Tommaso Struzzieri, C.P. † (18 de diciembre de 1775-21 de enero de 1780 falleció)
- Giovanni Lotrecchi † (20 de marzo de 1780-10 de septiembre de 1800 falleció)
- Francesco Maria Cioja † (22 de diciembre de 1800-17 de junio de 1805 falleció)
- Francesco Maria Gazzoli † (23 de septiembre de 1805-26 de enero de 1848 falleció)
- Nicola Rossi † (14 de abril de 1848-29 de noviembre de 1854 falleció)
- Giovanni Rosati † (23 de marzo de 1855-9 de marzo de 1882 renunció[nota 26])
- Eugenio Luzzi † (27 de marzo de 1882-19 de febrero de 1888 falleció)
- Giulio Boschi † (1 de junio de 1888-29 de noviembre de 1895 nombrado obispo de Senegaglia)
- Giuseppe Ridolfi † (29 de noviembre de 1895-6 de agosto de 1906 renunció[43])
- Giovanni Graziani † (16 de octubre de 1906-7 de noviembre de 1915 falleció)
- Luigi Zaffarami † (6 de diciembre de 1915-10 de febrero de 1933 renunció[nota 27])
- Alfonso Maria de Sanctis † (10 de agosto de 1933-8 de noviembre de 1959 falleció)
- Antonio Fustella † (15 de mayo de 1960-1 de octubre de 1967 nombrado rector del Pontificio seminario lombardo [nota 28])
  - Sede vacante (1967-1972)[nota 29]
- Virginio Dondeo † (12 de julio de 1972-6 de agosto de 1974 falleció)
- Decio Lucio Grandoni † (12 de diciembre de 1974-30 de septiembre de 1986 nombrado obispo de Orvieto-Todi)

### Obispos de Orvieto-Todi
- Decio Lucio Grandoni † (30 de septiembre de 1986-8 de noviembre de 2003 retirado)
- Giovanni Scanavino, O.S.A. (8 de noviembre de 2003-5 de marzo de 2011 renunció)[nota 30]
- Benedetto Tuzia (31 de mayo de 2012-7 de marzo de 2020 retirado)
- Gualtiero Sigismondi, desde el 7 de marzo de 2020

### Para la sede de Orvieto
- (en italiano) Francesco Lanzoni, Le diocesi d'Italia dalle origini al principio del secolo VII (an. 604), vol. I, Faenza, 1927, pp. 544-545
- (en italiano) Giuseppe Cappelletti, Le Chiese d'Italia dalla loro origine sino ai nostri giorni, Venecia, 1846, vol. V, pp. 459-536
- (en italiano) Luigi Fumi, Codice diplomatico della città di Orvieto. Documenti e regesti dal secolo XI al XV, Florencia, 1884
- (en latín) Paul Fridolin Kehr, Italia Pontificia, vol. II, Berlín, 1907, pp. 221-230
- (en latín) Pius Bonifacius Gams, Series episcoporum Ecclesiae Catholicae, Graz, 1957, pp. 711-712
- (en latín) Konrad Eubel, Hierarchia Catholica Medii Aevi, vol. 1, pp. 508-509; vol. 2, p. 260; vol. 3, p. 323; vol. 4, p. 353; vol. 5, p. 398; vol. 6, p. 426

### Para la sede de Todi
- (en italiano) Francesco Lanzoni, Le diocesi d'Italia dalle origini al principio del secolo VII (an. 604), vol. I, Faenza, 1927, pp. 419-427
- (en italiano) Giuseppe Cappelletti, Le Chiese d'Italia dalla loro origine sino ai nostri giorni, Venecia, 1846, vol. V, pp. 213-244
- (en latín) Paul Fridolin Kehr, Italia pontificia, vol. IV, Berlín, 1909, pp. 38-42
- (en latín) Pius Bonifacius Gams, Series episcoporum Ecclesiae Catholicae, Graz, 1957, pp. 734-735
- (en latín) Konrad Eubel, Hierarchia Catholica Medii Aevi, vol. 1, pp. 501-502; vol. 2, p. 258; vol. 3, p. 321; vol. 4, p. 349; vol. 5, p. 394; vol. 6, p. 421